# Кибуц
Кибуц (на иврит: קִבּוּץ‎; първоначално קְבוּצָה, квуца – група) е селскостопанска комуна в Израел, с общо имущество и равенство в труда и потреблението.
Понастоящем съществуват около 270 такива селища, жителите на всяко едно от които не надхвърлят 1700 души. В последните десетилетия броят на живеещите в кибуци намалява. При основаването на държавата Израел около 8 % от израелците са били членове на кибуци, днес броят им е около 3%.
Кибуцниците са хората, които всъщност са заченали съвременен Израел след първите имиграционни вълни от 20 в., предизвикани от ционизма и зова за завръщане към Обетованата земя и за създаване на Национален дом за еврейския народ.
Първият кибуц е основан през 1909 г. След 1948 г., когато е обявено създаването на държавата Израел, кибуците стават основните опорни точки за строеж и защита на новата държава.
Това са единствените общности в света, които всъщност са постигнали, поне за няколко десетилетия, комунизма с чистите му принципи, неопорочени от държавните структури и началства: всичко е общо и „на всекиго според потребностите, от всекиго според възможностите“. Разликата е съществена от социализма, познат в бившия социалистически блок, тъй като кибуците са изградени на доброволен принцип.
Сега те все повече минават към получастна собственост, защото не се усеща необходимост да се продължава с предишния начин на живот, който е бил изцяло прагматично ориентиран към необходимостта общност да оцелява компактно.

## История
Младежите, пристигнали в Ерец Израел с втората алия (1904 – 1914), са били въодушевени от идеала както за национално възраждане на еврейския народ в неговата историческа родина, така и от социалните идеи, съчетали в себе си идеите на европейския социализъм със социално-етическите идеали на библейските пророци.
Осъществяването на тези стремежи (които по онова време се проповядвали от Ф. Опенхаймер, Н. Сиркин и др.) им се струвало просто и заради това, че в Палестина от периода на турското управление все още не е било създадено общество, така че новото общество можело да се строи на основата на репатриантската идеология. Тази идеология изпитва силното влияние на възгледите на А. Гордън, който вижда в продуктивния селскостопански труд залог за възраждането на еврейския народ.
Само че липсват земеделски участъци за осъществяването на тези идеи. Климатът е тежък, няма средства, турската администрация и съседите-араби са враждебно настроени, а чиновниците на барон Ротшилд са недоброжелателни.
За да се преодолеят всички тези трудности трябва да се създаде нов начин на живот, а за изпълнение на идеологическите задачи – коренно да се промени структурата на икономиката. Кибуцът, основан на принципа на колективното притежание на имуществото и средствата за производство, равенството в работа, потребление и социални услуги и отказа от наемен труд, е идеалният отговор на икономическите и политически трудности, а и на идеологическите потребности на заселниците, чиито главни изразители стават И. Трумпелдор и Маня Шохат.
Първото селскостопанско селище на колективен принцип е кибуцът Дегания, създаден през 1909 г. Към края на Първата световна война в страната има вече 80 селскостопански комуни, във всяка от които по около 250 – 300 души.
С установяването на Британски мандат в Палестина (1920) и началото на 3-та алия кибуцното движение започва да се развива интензивно. Многото халуцим, пристигащи от Русия и Полша, се включват в съществуващите и създават нови селскостопански и работнически комуни, най-голямата от които е Гдуд ха-авода. Наред с малките в началото на 1920-те години са основани и големи комуни: Бет-Алфа, Гева (1921), Дегания-Бет (1920), Кириат Анавим, Тел-Йосеф (1921), Хефци-Ба (1922), Ейн-Харод, Ягур и др. През годините на британското управление в Ерец Израел броят на кибуците достига 176, а населението им по време на мандата е около 47 000 души.
От 1948 г. създаването на нови кибуци забавя ход. Основният човешки резерв за кибуците – членовете на халуцианските движения в Европа, е унищожен през Втората световна война. Вълната от репатрианти, заляла Израел през 1948 г., е съставена основно от азиатски и африкански евреи, както и европейски евреи, оцелели след Холокоста, които не желаят да живеят в комуни, а предпочитат мошавите.
И все пак броят на кибуците продължава да расте благодарение на младежката алия от Европа и Америка, а също и израелската младеж. Според израелските статистики през 1983 г. има вече 267 кибуца, в които живеят около 116 хиляди души – 67 хил. трудоспособни членове и 47 хил. деца и старци. Тогава това са около 3% от еврейското население на Израел.
Многобройните кибуци из цялата страна преди и след създаването на държавата Израел изиграват важна роля при решаването на една от главните задачи на ционизма – създаването на класа от еврейски земеделци, които да осигуряват на еврейското население необходимите селскостопански продукти. За относително кратък период от време новите заселници, само част от които се обучават в специални ферми (хавот хахшара), организирани още в чужбина, създават в Израел високопродуктивно селско стопанство, което не отстъпва на това в развитите страни с многовековни традиции.
Тези селища се създават с крайно скромните средства на Световната ционистка организация. През първите години заселниците трябва да живеят в палатки или бараки и да се хранят оскъдно. Тежките условия на живот се допълват от болестите, най-вече маларията. На много места има опасност от въоръжени нападения на араби. Сплотеността в кибуците, целеустремеността на техните членове, планирането на дейността им помагат за преодоляването на тези трудности.
Когато вследствие на арабските бунтове (1936 – 1939) и наложените от британската администрация ограничения в закупуването на земя се налага за кратко време да се създадат много селища в райони, в които дотогава не е имало еврейско население, кибуцното движение е най-активно при строенето на пунктове от типа „хома у мигдал“ (стена и кула). Между 1936 и 1947 г. са създадени 118 селища, способни да се защитават сами.
Всички възрастни членове на кибуците са на въоръжение в отрядите на Хагана от самото ѝ възникване. Кибуците служат за нейни бази, а също и убежища за нелегални репатрианти. Части на Палмах са разквартировани в кибуците, където се тренират и работят като охрана, както и помагат в селскостопанската работа.
След обявяването на държавата Израел по границите и стратегическите пунктове са създадени кибуци, които стават предни постове за отбраната на страната и препятствие за проникващи терористи. Голям брой кибуцни членове са в командния състав на Армията за защита на Израел.